# بالادا
بالادا وتكتب بالأحرف اللاتينية Balada والعنوان الكامل (Balada Boa (Tchê Tcherere Tchê Tchê أغنية شهيرة لمغني أغلني الـ سرتانيجو البرازيلي غوستافو ليما. الأغنية ألّفها Cássio Sampaio وانشهرت في البرازيل عام 2011 وعالميا عام 2012 ودخل قائمة أنجح الأغاني في فرنسا، وبلجيكا، وهولندا وسويسرا وغيرها. الأغنية تظهر أيضا في ألبوم غوستافو ليما المعنون Gusttavo Lima e você
الحفلة مع نيمار:
أقام جوستافو ليما حفلة مع نيمار في 2012 وسط حشد كبير لكن الجمهور تفاعل مع جوستافو ليما أكثر من نيمار حيث وصفه الكل في التعليقات على مقطع اليوتيوب الخاص بالحفلة بأن نيمار بقي يبتسم ولم ينطق بكلمة من الأغنية

## وصلات خارجية
فيديو كليب أغنية "Balada" للمغني Gusttavo Lima على يوتيوب